# Champsodon sechellensis
Champsodon sechellensis és una espècie de peix marí pertanyent a la família dels campsodòntids i a l'ordre dels perciformes.

## Descripció
El cos, allargat, fa 10,1 cm de llargària màxima. 5 espines i 20-21 radis tous a l'aleta dorsal i cap espina i 13-14 radis tous a l'anal. 31-32 vèrtebres. Línia lateral contínua. 10-12 branquiespines.

## Alimentació
El seu nivell tròfic és de 3,28.

## Hàbitat i distribució geogràfica
És un peix marí, demersal (entre 57 i 115 m de fondària) i de clima tropical, el qual viu a l'Índic occidental: les illes Seychelles i les illes Mascarenyes al nord de Maurici.

## Observacions
És inofensiu per als humans i el seu índex de vulnerabilitat és baix (10 de 100)).